# Walk on Water
«Walk on Water», titulada también «I Can Walk on Water» (en español «Caminar sobre el agua») es el título del sexto y último sencillo del álbum Now You're Gone - The Album del músico, dj y productor sueco de música eurodance Basshunter. No obstante, no son exactamente iguales, ya que en "Walk on Water", se puede escuchar al principio un sonido de sierra eléctrica. El vídeo fue subido al portal de vídeos YouTube por Hard2Beat Records el 27 de febrero de 2009. La canción fue lanzada al mercado digitalmente el 6 de abril de 2009.

## Lanzamiento
La canción fue lanzada al mercado digitalmente el 6 de abril de 2009, junto con una versión deluxe del álbum Now You're Gone - The Album.

## Formatos y lista de canciones
| CD Maxisencillo |                                       |          |  |
| N.º             | Título                                | Duración |  |
| 1.              | «Walk on Water» (Radio Edit)          | 2:55     |  |
| 2.              | «Walk on Water» (Extended Mix)        | 4:31     |  |
| 3.              | «Walk on Water» (7th Heaven Remix)    | 6:24     |  |
| 4.              | «Walk on Water» (Ultra Dj's Mix)      | 5:21     |  |
| 5.              | «Walk on Water» (Bass Slammers Remix) | 5:52     |  |

## Posicionamiento en listas
| País        | Lista (2009)    | Posición más alta |
| ----------- | --------------- | ----------------- |
| Reino Unido | Singles Top 100 | 76                |